# Aydoğmuş, Nallıhan
Aydoğmuş là một xã thuộc huyện Nallıhan, tỉnh Ankara, Thổ Nhĩ Kỳ. Dân số thời điểm năm 2011 là 34 người.